# الظهير التونسي
الظهير التونسي هي منطقة تقع في الوسط الغربي للجمهورية التونسية سميت بذلك لاحتواءها على سلسلة جبال الظهرية أو جبال الظاهر والتي تعتبر امتدادا لسلسلة جبال الأطلس الممتدة من المغرب الأقصى إلى البلاد التونسية وتعتبر سلسلة جبال الظهير آخر مرتفعات هذه السلسلة.تنتمي قمة الشعانبي أو جبل الشعانبي والتي تمثل أعلى نقطة في البلاد التونسية إلى هذه المرتفعات بارتفاع يناهز 1554 متر عن سطح البحر.
تنتمي هذه السلسلة إداريا إلى ولاية القصرين و ولاية القيروان و ولاية سليانة وسط و شمال البلاد التونسية.

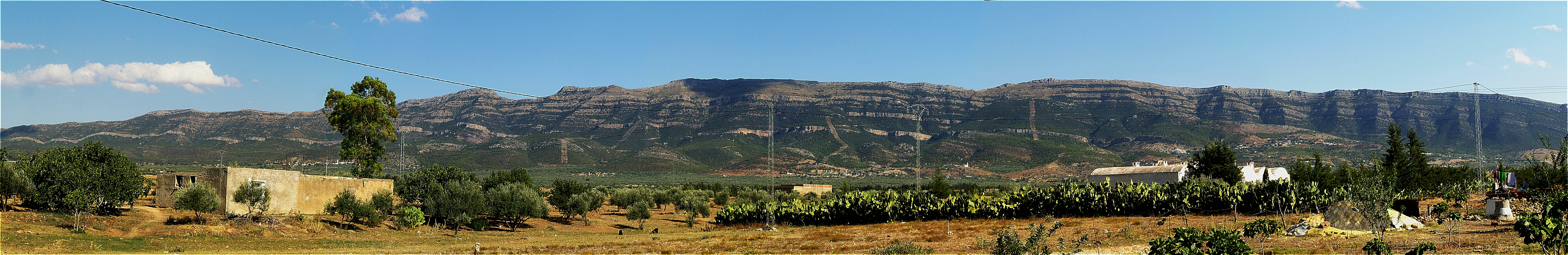
الظهير التونسي في مستوى جبل السرج